# Canvi Mallorquí
El Canvi Mallorquí va ser una entitat financera fundada a Mallorca l'any 1876, sota la forma d'una societat anònima mercantil. El 1878 es va transformar en una societat bancària per a dedicar-se de manera principal al crèdit comercial.
Va ser dirigit per Gabriel Alzamora, essent Joan Barceló el president-secretari. Bernat Ramon Rosselló i Pere Aguiló Cetre en foren els vocals. Una de les seves activitats va ser proporcionar crèdit a les empreses comercials. Degut a l'onada expansiva de l'economia mallorquina l'entitat va augmentar la seva incidència obrint sucursals a Sóller, Llucmajor, sa Pobla, Andratx, Manacor, Binissalem, Inca i Felanitx.
Tanmateix la crisi bancària de 1882-1884 va afectar de manera greu l'entitat. Tot i això el Canvi Mallorquí el 1883 absorbí el Banc de les Balears i el 1884 el Banc Agrícola i Comercial.
El 1886 entrà en l'àmbit de les assegurances marítimes en absorbir El Seguro Mallorquín. A finals de segle es fusionà amb el Banc de Crèdit Balear.